# English Electric (album)
English Electric è il dodicesimo album in studio del gruppo di musica elettronica britannico Orchestral Manoeuvres in the Dark, pubblicato nel 2013.

## Tracce
1. Please Remain Seated (Andy McCluskey) - 0:44
2. Metroland (McCluskey, Paul Humphreys) - 7:33
3. Night Café (McCluskey, Humphreys) - 3:46
4. The Future Will Be Silent (McCluskey, Humphreys) - 2:41
5. Helen of Troy (McCluskey, Bitzenis, Geranios) - 4:13
6. Our System (McCluskey, Humphreys) - 4:33
7. Kissing the Machine (McCluskey, Karl Bartos) - 5:06
8. Decimal (McCluskey) - 1:16
9. Stay with Me (McCluskey, Humphreys, James Watson) - 4:27
10. Dresden (McCluskey) - 3:37
11. Atomic Ranch (McCluskey) - 1:44
12. Final Song (McCluskey, Kurt Weill, Langston Hughes) - 3:25\